# Auguste Descarries
Joseph Ernest Auguste Descarries (* 26. November 1896 in Lachine, Québec; † 4. März 1958 in Lachine) war ein kanadischer Pianist, Organist, Musikpädagoge und Komponist.

## Leben
Descarries war der Sohn eines Anwalts und Politikers. Er besuchte das Collège Saint-Laurent und das Collège Sainte-Marie in Montreal und studierte Jura an der Universität Montreal. Seine musikalische Laufbahn begann er als Klavierschüler von Arthur Letondal, Alfred La Liberté und Jean Dansereau, und er hatte Unterricht in Harmonielehre bei Rodolphe Mathieu. Elfjährig begann er, Orgel an der Église du Gesù in Montreal zu spielen. Nach dem Jurastudium übernahm er als Nachfolger von Alexis Contant die Organistenstelle an der Église Saint-Jean-Baptiste de Montréal.
1921 gewann Descarries den Prix d’Europe, der ihm einen mehrjährigen Studienaufenthalt in Paris ermöglichte, unternahm aber zunächst eine Konzerttournee als Begleiter des Tenors Edmond Clément durch Québec und die USA. Mit einem Kompositionsstipendium der Académie de musique du Québec besuchte er ab 1923 die Klassen von Alfred Cortot und Marcel Dupré an der École normale supérieure und studierte Harmonielehre und Kontrapunkt bei Alice Pelliot, Klavier bei Léon Conus, Komposition bei Georgi Catoire und Violine bei Jules Conus. 1929 gab er in Paris mehrere Recitals, weitere folgten nach seiner Rückkehr in Kanada 1930 in Montreal.
Er hatte dann Stellen als Organist und Chorleiter an den Kirchen St-Germain und St-Viateur inne und unterrichtete Klavier an verschiedenen Institutionen, u. a. am Conservatoire national de musique. Am Conservatoire de musique du Québec unterrichtete er von 1944 bis zu seinem Tod. Außerdem war er Professor für Musikgeschichte und von 1951 bis zu seiner Emeritierung stellvertretender Dekan der Musikfakultät der Universität Montreal. Zu seinen Schülern zählen u. a. Gaston Allaire, André Asselin, Jean Deslauriers, Monique Gusset, Pierre Leduc und Samuel Levitan.
1933 gründete Descarries die Société de musique de chambre Euterpe, die er bis 1935 leitete. Von 1938 bis 1941 war er Präsident der Académie de musique du Québec. Außerdem war er Mitglied der Diözesankommission für liturgischen Gesang. 1945 gründete er die Entraide de l’École Auguste-Descarries, mit der er seine begabtesten Schüler beim Beginn ihrer professionellen Laufbahn unterstützte.
Das kompositorische Werk Descarries’ umfasst u. a. mehrere Dutzend Klavierstücke, Kammermusik, Lieder und kirchenmusikalische Werke, darunter mehrere Messen und ein Magnificat. Außerdem schrieb er auch Bearbeitungen von kanadischen Volksweisen und Weihnachtsliedern.
Die Soziologin Francine Descarries ist seine Tochter.

## Werkaufnahmen
- Œuvres sacrées pour chœur, solistes et orgue (2013)
- «Aubade»: œuvres pianistiques d’Auguste Descarries (2019)
- Musique de chambre et mélodies (2020)
- Souvenirs d’Auguste Descarries (2022)
- Pierre Rancourt/Trio Hochelaga: August Descarries: Musique de chambre et mélodies